# زاینا کاپپولا
زاینا کاپپولا (انگلیسی: Zaina Kapepula؛ زادهٔ ۱۴ اوت ۱۹۷۵) بازیکن زن بسکتبال اهل جمهوری دموکراتیک کنگو بود. وی در بازی‌های المپیک تابستانی ۱۹۹۶ شرکت کرده‌است.